# South Mills (Caroline du Nord)
South Mills est une census-designated place située dans le comté de Camden. En 2010, sa population était de 454 habitants.

## Démographie
| 2000 | 2010 | - | - | - | - |
| ---- | ---- | - | - | - | - |
| 394  | 454  | - | - | - | - |

## Source de la traduction
- (en) Cet article est partiellement ou en totalité issu de l’article de Wikipédia en anglais intitulé « South Mills, North Carolina » (voir la liste des auteurs).